# Вулиця Братів Микитюків
Вулиця Братів Микитюків — вулиця в місті Коломия Івано-Франківської області, названа на честь трьох братів Микитюків — Петра, Максиміліана та Луки, уродженців Коломиї, які відзначилися у національно-визвольному русі та загинули під час Другої світової війни.

## Історія
Вулицю названо на честь родини Микитюків — коломийських патріотів, троє з яких віддали життя у боротьбі за незалежність України.
Брати Микитюки були синами коломийського громадського діяча Ігната Микитюка. У сім’ї було п’ятеро синів: Петро, Максиміліан (Максим), Клим, Ярослав і Лука.
- Петро Микитюк (1893–1942) — ветеран Першої світової війни, інвалід, допомагав українському підпіллю, постачаючи зброю для УПА. Розстріляний німецькою окупаційною владою у лютому 1942 року в Шепарівському лісі під Коломиєю.
- Максиміліан (Максим) Микитюк (1885–1942) — учасник національно-визвольного руху, командант коломийської міської поліції після проголошення Акту 30 червня 1941 року, співпрацював з ОУН. Заарештований гестапо та розстріляний разом із братом Петром у лютому 1942 року.
- Лука-Володимир Микитюк (1899–1944) — греко-католицький священник, колишній вояк Української Галицької Армії, під час німецької окупації був духовником УПА. Замордований радянськими силами 29 квітня 1944 року в селі Грабівка на Станіславщині.

Вулиця отримала сучасну назву на початку 1990-х років, у межах процесу дерусифікації та вшанування місцевих героїв. Раніше ця територія не мала офіційної назви, оскільки вулиця була новоутвореною.

## Значення
Назва вулиці є формою вшанування пам’яті місцевих борців за незалежність, прикладом жертовності та відданості українській державності.